# Philipp Stüer
Philipp Stüer (* 20. Oktober 1976 in Münster) ist ein ehemaliger deutscher Ruderer.

## Sportliche Karriere
Philipp Stüer erlernte beim Ruderverein Lüdinghausen das Rudern. Mit der Ruder-AG des St.-Antonius-Gymnasiums Lüdinghausen errang er schnell erste Erfolge. 1997 hatte Philipp Stüer seinen ersten internationalen Einsatz beim Ruder-Weltcup in München. Mit der deutschen U23-Auswahl belegte er den dritten Rang. Das Boot qualifizierte sich für den Nations Cup und gewann den (inoffiziellen) U23-Weltmeistertitel im Achter.
1998 wurde Stüer mit Bernd Heidicker, Martin Asholt und Ulrich Viefers das erste Mal Deutscher Meister in der offenen Klasse im Vierer ohne Steuermann. Nach einer Mannschaftsumbildung in der WM-Vorbereitung belegte Stüer bei den Weltmeisterschaften in Köln mit Martin Asholt, Ulrich Viefers und Martin Weis den achten Platz. 1999 qualifizierte er sich im Vierer-ohne zusammen mit Bernd Heidicker, Stefan Heinze und Dirk Meusel für die Weltmeisterschaften in St. Catherines, verpasste dort aber knapp den Finaleinzug und belegte den siebten Rang. Damit sicherte die Mannschaft einen deutschen Startplatz bei den Olympischen Spielen 2000 in Sydney.
Im folgenden Jahr behauptete der Vierer, in dem nun anstelle von Stefan Heinze Jörg Dießner ruderte, seine Position als schnellstes Deutsches Boot. Auch nachdem der Deutschland-Achter vor der Weltcup-Regatta in Luzern die Olympiaqualifikation verpasst und aus den verbleibenden Achterruderern für den Weltcup auf dem Rotsee ein innerdeutsches Konkurrenzboot formiert wird, bleibt dieser Vierer nach dem knappen Ausscheiden im Halbfinale vor der nationalen Konkurrenz aus dem Deutschland-Achter. Auf Initiative des DRV und der zuständigen Bundestrainer wird knapp acht Wochen vor den Olympischen Spielen in Sydney mit Einsatz der FES Messtechnik auf mehreren Teilstrecken unter Rennbedingungen ein neuer Vierer zusammengestellt. Nur Dießner und Meusel wurden hierfür nominiert, Stüer und Heidicker nahmen jedoch als Ersatzmänner an den Olympischen Spielen 2000 in Sydney teil.
2001 konnte sich Stüer endgültig einen festen Platz im deutschen Vierer ohne Steuermann sichern und gewann mit Bernd Heidicker, Sebastian Thormann und Paul Dienstbach Silber bei den Weltmeisterschaften in Luzern. In gleicher Besetzung gewann das Boot 2002 in Sevilla den Weltmeistertitel und stellte dabei die bis 2012 gültige Weltbestzeit von 5:41,38 Minuten auf. Im darauffolgenden Jahr gewann die Mannschaft Bronze bei den Weltmeisterschaften in Mailand. Bei den Olympischen Spielen in Athen ersetzte Jochen Urban den kurz zuvor erkrankten Paul Dienstbach. Obwohl die Mannschaft im Vorlauf eine neue olympische Rekordzeit fuhr, erreichte das Boot um Philipp Stüer nur das B-Finale, konnte dieses jedoch gewinnen und belegte somit den siebten Platz.
2005 nahm sich Stüer ein Pausenjahr vom Leistungssport, in dem er eine Studienarbeit für sein Maschinenbau-Studium bei einem deutschen Automobilzulieferer im mexikanischen Pueblà schrieb. Erst 2006 trat er beim Weltcup in München zusammen mit Bernd Heidicker im Zweier ohne Steuermann wieder international in Erscheinung. Für den dritten Weltcup des Jahres rückten beide in den Deutschland-Achter, mit Stüer und Heidicker konnte die Mannschaft in Eton den ersten Weltmeistertitel im Männerachter seit 1995 gewinnen. Ein Jahr später erreichte der Deutschland-Achter mit Stüer an Bord bei den Heim-Weltmeisterschaften in München den Silberrang.
Nach durchwachsenen Weltcup-Ergebnissen des Achters vor den Olympischen Spielen in Peking verlor Stüer mit den weiteren Mannschaftskameraden aus den Vorjahren seinen Platz im Achter, da der Deutsche Ruderverband kurz vor den Olympischen Spielen eine komplett neue Mannschaft formierte. Diese Mannschaft belegte in Peking den letzten Platz. Daraufhin beendete Stüer seine aktive Ruderkarriere.

## Auszeichnungen
Philipp Stüer wurde vom Sportbund der Stadt Münster beim Ball des Sports 1997, 2000, 2002, 2003, 2004, 2006 und 2007 als Sportler des Jahres ausgezeichnet.

## Berufliche Karriere
Von 2009 bis 2013 arbeitete Stüer mit dem Ziel der Promotion zum Thema Gestaltung industrieller Dienstleistungen nach Lean-Prinzipien als Wissenschaftlicher Mitarbeiter am Forschungsinstitut für Rationalisierung (FIR) an der RWTH Aachen. Die Promotion schloss Stüer im Januar 2015 mit der mündlichen Prüfung erfolgreich ab. Seit 2014 arbeitete er im Technischen Service der SMS Group GmbH mit dem Schwerpunkt auf Reparaturen und Modernisierungen von Maschinen und Anlagen. Von 2017 bis 2020 leitete er dort den Bereich für weltweite Reparaturen und Modernisierungen von Anlagen für die Bearbeitung von Lang-Produkten. 2020 wechselte Philipp Stüer von der SMS group GmbH zur ETABO Energietechnik und Anlagenservice GmbH in Bochum. Dort war er zunächst für das Projektgeschäft und anschließend für den Bereich West verantwortlich. Ende 2022 wechselte Stüer zur INDUS Holding AG und unterstützt dort die Beteiligungen als Stabsfunktion im Bereich der Operativen Exzellenz.

## Internationale Erfolge
- 1997: 1. Platz im Achter (Nations Cup; in Mailand)
- 1998: 8. Platz im Vierer ohne Steuermann (Weltmeisterschaften in Köln)
- 1999: 7. Platz im Vierer ohne Steuermann (Weltmeisterschaften in St. Catherines)
- 2000: Ersatzmann für die Olympischen Spiele in Sydney
- 2001: 2. Platz im Vierer ohne Steuermann (Weltmeisterschaften in Luzern)
- 2002: 1. Platz im Vierer ohne Steuermann (Weltmeisterschaften in Sevilla)
- 2003: 3. Platz im Vierer ohne Steuermann (Weltmeisterschaften in Mailand)
- 2004: 7. Platz im Vierer ohne Steuermann (Olympische Spiele in Athen)
- 2006: 1. Platz im Achter (Weltmeisterschaften in Eton)
- 2007: 2. Platz im Achter (Weltmeisterschaften in München)

## Veröffentlichungen
- Philipp Stüer: Gestaltung industrieller Dienstleistungen nach Lean-Prinzipien, Aachen, 2015